# Festa Major de Sants

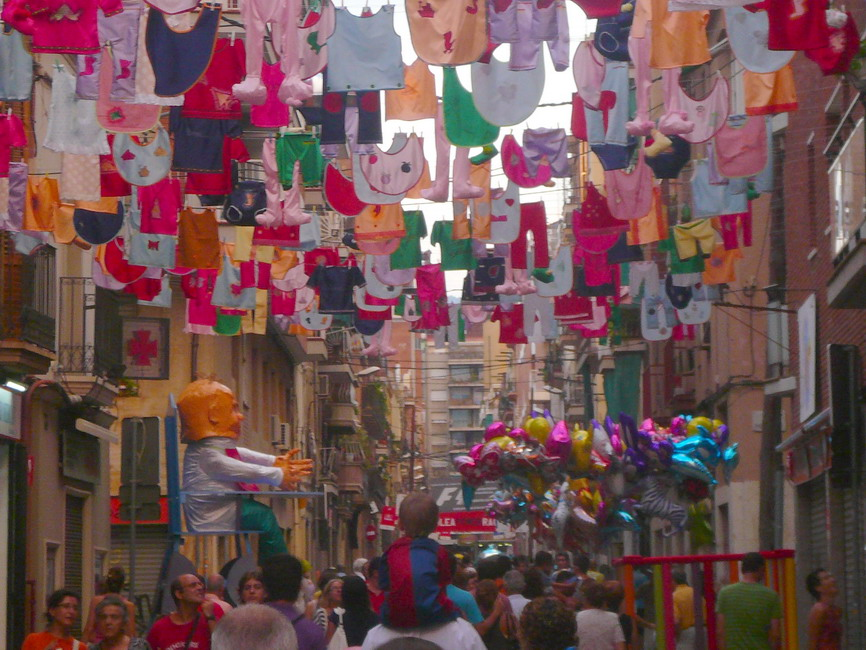
El carrer Alcolea de baix, guarnit per la festa major del 2008 amb elements del món dels nadons.

La festa major de Sants se celebra al voltant de la diada de Sant Bartomeu, que és el 24 d'agost, al barri de Sants del districte de Sants-Montjuïc de Barcelona. Una de les característiques principals de la festa és que les associacions de veïns del barri, aplegades en la Federació d'Associacions i Comissions de Carrers de la Festa Major de Sants engalanen places i carrers. També hi és important la presència de la cultura popular amb expressions diverses –gegants, castellers, diables...–, perquè Sants manté entitats i organitzacions de moltes menes que les promouen. Tampoc hi manquen els balls, els grans àpats col·lectius, les cantades d'havaneres, els tallers infantils, les fires, etc.

## Motiu
La festa es fa en honor de sant Bartomeu, patró de la vila. Segons el llegendari barceloní, va viure el martiri a Sants, com molts cristians més d'aquestes contrades, en l'època de l'emperador Dioclecià. A sant Bartomeu li van llevar la pell, i segurament per això és considerat patró dels oficis relacionats amb el treball de la pell, com ara assaonadors, blanquers i adobadors.

## Història
Se sap que Sant Bartomeu és patró de Sants, com a mínim, des de 1340, en què hi ha documentat el primer altar a la memòria d'aquest sant. Tanmateix com recull Albert Torras al llibre "La Festa Major de Sants. Dels orígens a l'agregació", el 1292 ja hi ha confusió entre "Sant Bartomeu de Sants" i "Santa Maria de Sants", el que indica que aquest sant ja era molt important en aquest entorn. La Festa Major, doncs, es realitzaria, com a mínim, des del segle xiv, amb una missa i, potser un ball de plaça.
Al llarg dels segles la festa incorporà altres elements festius, com els trabucaires (documentat al segle XVII), el ball de Sant Bartomeu, el ball de la Vídua Judit, el ball de Serrallonga, el ball de Francisco Esteban, etc. que formen part dels balls parlats tradicionals de Catalunya. El de Sant Bartomeu, on participaven soldats romans, dos àngels i un dimoni que portava una mena d'estri amb què jugava a colpejar el públic se segueix ballant fins al segle xix. Una de les referències importants de la Festa Major més antigues seria del 1789, en que se sap que a la Festa hi havia missa cantada, ball de plaça amb la presència de l'alcalde de Sants i el ball de Sant Bartomeu.
Altres fonts consideren que les primeres notícies que tenim de la festa major de Sants són de mitjan segle xix, quan s'hi feien balls com el d'en Serrallonga o el de bastons, a més del ball de Sant Bartomeu, on participaven soldats romans, dos àngels i un dimoni que portava una mena d'estri amb què jugava a colpejar el públic. El llibre Les festes de Barcelona (Rosa dels Vents, 2002) ho explica.
El concurs de guarnits comença oficialment el 1943. La primera fotografia d'un carrer guarnit data del 1905, i és del carrer Vallespir, llavors anomenat carrer Colón. Si abans també es guarnien els carrers no en tenim cap document. Un cop comença el concurs, el nombre de carrers participants augmenta, arribant fins a 22 carrers guarnits el 1950. El 1958 va néixer la Federació de Carrers, amb la funció de coordinar els carrers, però la festa entrà en un període de crisi que va acabar amb la desaparició de la festa entre 1970 i 1984.
La Festa Major de Sants es va reprendre a la dècada dels 80. El carrer Alcolea està des del principi, només com a festa popular de veïns, el 1981, i la festa torna oficialment amb la Federació el 1985. A principis del segle xxi el nombre de carrers ha disminuït respecte a la dècada de 1990. L'any 2008 només 12 carrers van participar, i 16 en 2017.

## Actes destacats
- Cercavila i ball de gegants. La festa comença la vigília de la festivitat de Sant Bartomeu, amb una cercavila en què els Geganters de Sants, la Banda de Música del Triangle i els Tabalers de Sants fan un tomb pel barri fins a arribar al parc de l'Espanya Industrial. Un cop allà, els gegants fan un ball que precedeix la lectura del pregó inaugural.[3]
- Traques d'inici. Des de primera hora del matí, les traques esclaten pels carrers que conformen l'espai de la festa, amb el propòsit d'anunciar als veïns que s'ha fet de dia i que les celebracions estan a punt de començar. Durant aquesta estona, cercaviles i tabalers passegen pel barri per animar tothom a participar en les activitats.[3]
- Ofrena floral a sant Bartomeu. El dia de la festivitat comença amb una ofrena floral a la parròquia de Santa Maria, en honor del patró. Se n'encarreguen les comissions de festes dels carrers i els Castellers de Sants, que fan un pilar d'homenatge al sant.[3]
- Balls populars. Durant els dies de celebració, hi ha diverses audicions i ballades de sardanes. Se'n fan en un bon nombre carrers del barri, i van a càrrec de cobles convidades per cada comissió de festes. Els Bastoners de Sants també fan uns quants balls de demostració en el marc del programa festiu.[3]
- Premis als carres guarnits. Les festes de Sants són conegudes pel guarniment de places i carrers, una activitat que ja fa més de cent anys que dura. Associacions de veïns i comissions de festes preparen la decoració durant tot l'any, amb temàtiques i materials que mai no deixen de sorprendre. Per conservar aquesta tradició, cada any s'atorguen premis als carrers més ben engalanats –distribuïts per categories–, en una cerimònia que té es fa l'endemà de la festivitat, al parc de l'Espanya Industrial.[3] Per exemple, el carrer Alcolea de baix, que compren el tram de carrer entre el Passeig de Sant Antoni i el carrer Valladolid, ha fet festa durant el primer període, amb guarnits famosos com el monument a Cristòfor Colom, rèplica del monument situat a les drassanes de Barcelona, el 1945, que va guanyar el Primer premi especial d'aquell any. Els veïns del carrer Alcolea que recordaven l'antiga Festa Major van organitzar-se i muntaren de nou la festa amb quatre carrers més el 1981, de caràcter més modest. Amb la recuperació del concurs i la Federació el 1984, el concurs de guarnits va tornar al barri i a la gent del carrer. Es va constituir amb personalitat jurídica pròpia el 1987. El 2008, guarnit tractava sobre els nens petits.[1]
- Correfoc. Amb quatre colles de foc al barri, no hi podia faltar un gran espectacle pirotècnic, que sol escaure's amb l'acte de fi de festa. A la tarda surten els diables més jovenets, que fan un correfoc infantil pels carrers principals de l'antiga vila. Al vespre, els diables adults, juntament amb els bestiari foguer del barri, fan un gran correfoc que acomiada la festa fins a l'any vinent.[3]
- Cremapicapuja.Dins el programa festiu de Sant Bartomeu, els Castellers de Sants organitzen, conjuntament amb els Bastoners i els Diables, una gimcana anomenada 'CremaPicaPuja' que combina mostres de cultura popular del barri. L'acte consisteix en una cercavila bastonera, seguida d'un pilar i d'una tabalada.[3]

## Federació d'Associacions i Comissions de Carrers de la Festa Major de Sants
La Federació d'Associacions i Comissions de Carrers de la Festa Major de Sants és una associació cultural. La seva seu és al carrer Tenor Massini, 58, bxs. En 2016 la seva presidenta és Gemma Solsona. Va néixer en 1958, però després d'uns anys d'activitat va desaparèixer entre 1970 i 1984. Va reaparèixer el 1985. El 2002 va rebre la Medalla d'Honor de Barcelona.